# Thompsonville (Illinois)
Thompsonville is een plaats (village) in de Amerikaanse staat Illinois, en valt bestuurlijk gezien onder Franklin County.

## Demografie
Bij de volkstelling in 2000 werd het aantal inwoners vastgesteld op 571. In 2006 is het aantal inwoners door het United States Census Bureau geschat op 595, een stijging van 24 (4,2%).

## Geografie
Volgens het United States Census Bureau beslaat de plaats een oppervlakte van 5,3 km², geheel bestaande uit land. Thompsonville ligt op ongeveer 134 m boven zeeniveau.

## Plaatsen in de nabije omgeving
De onderstaande figuur toont nabijgelegen plaatsen in een straal van 20 km rond Thompsonville.